# Furadouro
Furadouro es una freguesia portuguesa del concelho de Condeixa-a-Nova, con 13,68 km² de superficie y 223 habitantes (2001). Su densidad de población es de 16,3 hab/km².